# 黃頭側頸龜
黃頭側頸龜（學名：Podocnemis unifilis，英語：yellow-spotted Amazon river turtle, yellow-headed sideneck turtle），俗稱忍者龜，是南美側頸龜科南美側頸龜屬的一種，生活在 河流或湖泊地區，分佈於委內瑞拉、哥倫比亞、厄瓜多爾、秘魯、圭亞那等地。黃頭側頸龜因頭部的黃色斑點而得名，幼時甲色扁向綠色及棕色，而頭部的黃色斑點顏色會比較鮮艷，長大後雌性的斑點顏色會變淡，而雄性則會保持鮮艷，同時兩性的背甲都會轉為灰黑色。牠們的平均壽命是60至70歲。

## 現況
忍者龜在台灣及香港的市場也深受歡迎, 不可放生於野外, 因為承受不了寒冷冬天的天氣；而於野外的個體則分佈於委內瑞拉、哥倫比亞、厄瓜多爾、秘魯、圭亞那等地，身體長度最長可達30-45cm。

## 習性
忍者龜並不能抵受低溫，水温大概達18℃左右食量便會减少，水温10℃左右便會冬眠，長期处于低温的環境下便有機會生病, 最好能在25C 的環境。同時，牠們扁向雜食性，會吃植物果實及水果，也會進食魚類。

### 繁殖
雌龜每年可產兩窩蛋，每次4-35枚。他們會把巢建在沙區，卵會在產下66天至159天孵後化。產卵的高峰期在旱季，使巢不會被雨季的洪水沖走。